# Parafia św. Kazimierza w Maynard
Parafia św. Kazimierza w Maynard (ang. St. Casimir's Parish) – parafia rzymskokatolicka położona w Maynard w stanie Massachusetts w Stanach Zjednoczonych.
Była jedną z wielu etnicznych, polonijnych parafii rzymskokatolickich w Nowej Anglii z mszą św. w j. polskim dla polskich imigrantów.
Nazwa parafii jest związana z patronem, św. Kazimierzem Jagiellończykiem
Ustanowiona w 1912 roku. Parafia zamknięta 1 lipca 1997 roku.